# Anny Funke-Schmidt

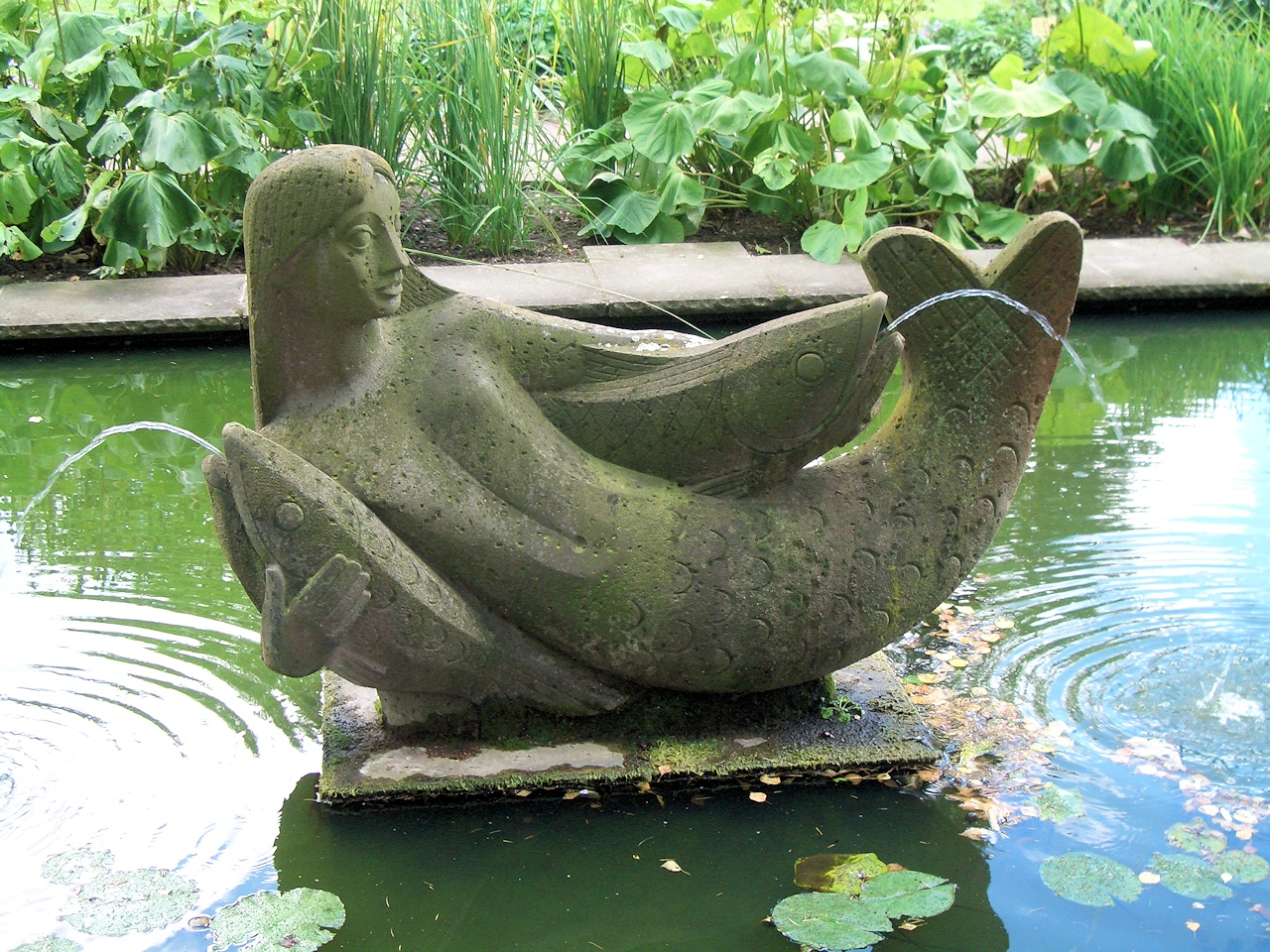
Brunnennixe, Buntsandstein (1955), Schul- und Bürgergarten am Dowesee

Anny Funke-Schmidt, geborene Schmidt (* 9. August 1904 in Kobrow; † 5. Juli 1967 in Braunschweig) war eine deutsche Bildhauerin.

## Leben
Anny Schmidt wurde 1904 in Kobrow in Mecklenburg als Tochter eines Gutsverwalters geboren. Sie nahm Zeichenunterricht in Rostock und setzte ihre künstlerische Ausbildung von 1920 bis 1924 in Braunschweig an der Handwerker- und Kunstgewerbeschule am Löwenwall, der heutigen Hochschule für Bildende Künste Braunschweig, fort. Dort gehörten Hedwig Hornburg, Kurt Mohr und Heinrich Ernst zu ihren Lehrern. Sie schloss die Ausbildung zur Bildhauerin ab und unterrichtete nachfolgend in der Bildhauerklasse der Schule. Für ein Jahr war sie Assistentin von Jakob Hofmann an der Technischen Hochschule Braunschweig. Anny Schmidt heiratete 1928 den Gewerbelehrer Armin Funke. Aus der 1946 geschiedenen Ehe gingen zwei Kinder hervor.
Neben ihren familiären Verpflichtungen arbeitete Funke-Schmidt seit 1928 als freischaffende Bildhauerin. In ihrem Atelier in der Wabestraße bearbeitete sie öffentliche und private Aufträge. Während der Zeit des Nationalsozialismus schuf sie 1933 eine Bronzebüste des braunschweigischen Ministerpräsidenten Dietrich Klagges.
Nach Ende des Zweiten Weltkriegs erhielt sie im Rahmen des Wiederaufbaus der kriegszerstörten Stadt mehrere öffentliche Aufträge für Kunst am Bau. Im Jahr 1964 übersiedelte sie zu ihrer Tochter Gesine nach Brasilien.
Anny Funke-Schmidt starb im Juli 1967 im Alter von 62 Jahren auf einer Besuchsreise in Braunschweig.

## Werke (Auswahl)
- Dietrich Klagges, Bronzebüste. 1933. Das Original ist verschollen.
- Mädchenkopf, Terrakotta. 1933, Städtisches Museum Braunschweig (Invnr. 1994/10)[3]
- Hasen. 1958/1959, Schul- und Bürgergarten am Dowesee, Braunschweig
- Eulen, Schul- und Bürgergarten am Dowesee, Braunschweig
- Rebhühner, Schul- und Bürgergarten am Dowesee, Braunschweig
- Brunnennixe, Buntsandstein. 1955, Schul- und Bürgergarten am Dowesee, Braunschweig
- Sitzende. 1955, Garten des Kulturamtes Braunschweig
- Junge mit Fisch. 1955, Gymnasium Neue Oberschule, Braunschweig
- Lehren und Lernen. 1955, Gymnasium Neue Oberschule, Braunschweig
- Sitzender Junge. 1962, Hohetorwall, Braunschweig
- Neptun. 1986, Wasserwirtschaftsamt